# International Fertiliser Society
Die International Fertiliser Society (IFS) zu deutsch Internationale Gesellschaft für Pflanzenernährung ist ein Zusammenschluss von Wissenschaftlern für Pflanzenernährung sowie Herstellern, Vermarktern und Verwendern von Düngemitteln und Pflanzenstärkungsmitteln aus mehr als 50 Staaten.

## Geschichte
Die IFS wurde 1947 gegründet, die Geschäftsstelle befindet sich in Colchester, Vereinigtes Königreich. Der Vereinsvorstand wird jeweils für 3 Jahre gewählt, wobei nur eine Wiederwahl möglich ist. Die Gesellschaft veranstaltet jährlich 2–3 internationale Konferenzen mit Veröffentlichung der Vorträge und Seminarergebnisse, die als jeweiliger Stand der Wissenschaft eingeschätzt werden.